# Молешть (Глоденський район)
Молешть (рум. Molești) — село у Глоденському районі Молдови. Входить до складу комуни, адміністративним центром якої є село Каменка.

## Населення
За даними перепису населення 2004 року у селі проживала 141 особа.
Національний склад населення села:
| Національність   | Кількість осіб | Відсоток   |
| ---------------- | -------------- | ---------- |
| молдавани румуни | 138 1          | 97,9% 0,7% |
| українці         | 2              | 1,4%       |
| Всього           | 141            | 100%       |